# Llau del Serrat Estret
La llau del Serrat Estret és una llau del terme de Llimiana, al Pallars Jussà. En el darrer tram del seu recorregut és termenal amb Gavet de la Conca, dins de l'antic terme d'Aransís.
Es forma al vessant nord del Montsec de Rúbies, al nord-est del Tossal de Mirapallars, entre el Serrat Ample i el Serrat Estret. Davalla cap al nord, torcent cap al nord-oest en el seu tram final, i s'aboca en el barranc de Barcedana al sud-est de la Masia de la Colomera, dins del terme de Gavet de la Conca.